# Water (chanson de The Who)
Pour les articles homonymes, voir Water.
Water est une chanson du groupe britannique The Who composée par Pete Townshend en 1970 et parue pour la première fois en face B du single 5:15 fin 1973.

## Caractéristiques
Les paroles sont décousues et imaginatives, avec des images assez marquantes. Un narrateur décrit plusieurs personnes, avant de demander de l'eau (gimme water!). S'ensuivent quelques descriptions, dont celle de la ligne d'horizon de New York (New York skyline is hazy) et d'un étrange feu sur un lac (Indian Lake is burning). Ceci est une référence directe à une catastrophe écologique ayant eu lieu sur la rivière Cuyahoga, non loin de Cleveland, le 22 juin 1969: un feu s'était déclenché sur cette rivière même, alimenté par la pollution.
Quant à la musique, l'introduction est particulièrement forte. Roger Daltrey entame un dialogue avec Pete Townshend. Le guitariste égrène quelques discrets arpèges, tandis que le chanteur montre toute l'étendue de sa puissance vocale en déclamant a cappella le premier couplet. Les versions en concert sont particulièrement saisissantes à cet égard, montrant l'étendue des progrès accomplis par Daltrey dans l'art lyrique depuis ses débuts. Cette chanson se transformait souvent en longues improvisations, pouvant mener sa durée au-delà des dix minutes.
De nombreuses versions de cette chanson existent. La version studio apparaît sur la réédition de Odds and Sods. Des versions live peuvent être trouvées sur Live at the Isle of Wight Festival 1970, ainsi que sur les rééditions de Who's Next. Elle a souvent été jouée en 1970-1971.